# Пиотровская, Мария Михайловна
Мари́я Миха́йловна Пиотро́вская (род. 28 февраля 1970, Ленинград, СССР) — российский общественный деятель, банкир и филантроп.
Основатель и учредитель Ассоциации родителей детей с дислексией. Пиотровская стала первой, кто озвучил в России эту проблему на государственном уровне, её инициатива была поддержана Министерством просвещения Российской Федерации.
В 2014—2015 годах являлась председателем совета директоров банка «Ренессанс Кредит». В 2015 году вошла в десятку самых влиятельных женщин-банкиров России по версии Forbes.

## Биография
Дочь директора Государственного Эрмитажа, академика М. Б. Пиотровского и Ирины Леонидовны Пиотровской, внучка Б. Б. Пиотровского, сестра вице-губернатора Санкт-Петербурга Б. М. Пиотровского.

### Образование
Окончила восточный Факультет Ленинградского государственного университета по специальности востоковед-арабист. Стажировалась в Тунисе, где параллельно подрабатывала переводчиком, преподавателем в местном культурном центре.
Окончила аспирантуру в Финансовой академии (сейчас Финансовый университет при Правительстве Российской Федерации).

### Карьера
Несмотря на то что Пиотровская училась на востоковеда, свою карьеру в 1993 году начала дилером отдела валютных операций в питерском отделении немецкого Dresdner Bank. В 1998 году заняла должность руководителя управления рынков капитала, а затем была назначена региональным координатором по развитию бизнеса и определяла стратегию развития бизнеса группы Dresdner Bank в России.
В 2006 году перешла в «Ренессанс Капитал», работала в должности управляющего директора, руководителя управления финансирования, а параллельно отвечала за стратегические задачи в розничном банке «Ренессанс Кредит». С 2008 года находилась в совете директоров банка. В марте 2014 года была избрана председателем совета директоров «Ренессанс Кредит». В 2015 году покинула банковскую сферу.
В 2016 году создала Ассоциацию родителей детей с дислексией в целях разработки системных решений проблем детей и подростков, сталкивающихся с трудностями в обучении (дислексией, дисграфией, дискалькулией и другими); создания методологии и научно-практической базы для работы со школьниками и студентами, испытывающими сложности с обучением; поиска и поддержки талантливых детей с особенностями восприятия. Попечителями Ассоциации являются Татьяна Черниговская и Михаил Пиотровский.
В 2020 году запустила дистанционный диагностический «Центр диагностики и поддержки детей с трудностями в обучении» (#ЦентрПиотровской), открытый при поддержке Министерства просвещения Российской Федерации и благотворительного фонда Сбербанка «Вклад в будущее». #ЦентрПиотровской оказывает бесплатную комплексную помощь всем, кто столкнулся с проблемами обучаемости детей: низкой успеваемостью по русскому языку, чтению, математике; трудностями с вниманием и работоспособностью; речевыми нарушениями, дислексией, дисграфией, дизорфографией, дискалькулией.